# Salaam Bombay!
Salaam Bombay! (bra Salaam Bombay!) é um filme franco-britano-indiano de 1988, do gênero drama policial, dirigido por Mira Nair, com roteiro dela, Sooni Taraporevala e Hriday Lani.
Indicado ao Oscar de melhor filme estrangeiro no 61º Oscar, o filme foi o segundo filme da Índia a ser indicado. Após seu lançamento inicial em 11 de maio de 1988 no Festival de Cinema de Cannes de 1988, Salaam Bombay! alcançou aclamação significativa da crítica. Ganhou o prêmio Caméra d'Or e do Público no Festival de Cinema de Cannes. O filme ganhou o National Film Award de Melhor Longa-Metragem em Hindi, o National Board of Review Award de Melhor Filme Estrangeiro e três prêmios no Festival Internacional de Cinema de Montreal. O filme estava na lista dos "The Best 1,000 Movies Ever Made" do The New York Times.

## Elenco
- Shafiq Syed – Krishna alias Chaipau
- Hansa Vithal – Manju
- Chanda Sharma – Sola Saal
- Raghuvir Yadav – Chillum
- Anita Kanwar – Rekha
- Nana Patekar – Baba
- Irrfan Khan
- Raju Bernad – Keera
- Chandrashekhar Naidu – Chungal
- Sarfuddin Quarrassi – Koyla
- Mohanraj Babu – Salim